# Bazman
Bazmān (farsi بزمان) è una città dello shahrestān di Iranshahr, circoscrizione di Bazman, nella provincia del Sistan e Baluchistan in Iran. Aveva, nel 2006, una popolazione di 4.002 abitanti. 
Si trova a nord di Iranshahr, sulla strada che conduce a Bam e Kerman. La città è ricca di acque termali e presenta la struttura di un'antica fortezza.